# Loligo forbesii
Loligo forbesii (лат.) — вид головоногих моллюсков из семейства Loliginidae.

## Внешний вид и строение
Этот кальмар вырастает до 90 сантиметров в длину. Плавники имеют приблизительно ромбовидную форму и составляют две трети общей длины тела. Окрас варьирует, но обычно имеет оттенок розового, красного или коричневого. Рудиментарная внутренняя раковина (гладиус) небольшая и тонкая.

## Распространение
Loligo forbesii обитает в морях вокруг Европы, а его ареал простирается через Красное море к восточноафриканскому побережью. Он широко распространён в Атлантическом океане. Это один из самых распространённых головоногих моллюсков в Кельтском море.

## Образ жизни и питание
Обитает на глубине от 10 до 500 метров. Достигает половой зрелости примерно в возрасте одного года и живёт от 1 до 2 лет, а максимальная продолжительность жизни составляет около 3 лет. Обычно размножается только один раз. Самец доставляет сперму в мантию самки, используя структуры на специальном щупальце. Самка откладывает до 100 000 яиц, которые прикрепляются к морскому дну. Пик нереста приходится на период с января по март у берегов Шотландии, а молодь появляется осенью. В районе Галисии сезон размножения длится с декабря по май, большая часть спариваний происходит с декабря по февраль.
В рацион входят рыба, полихеты, ракообразные и другие головоногие моллюски, часто являющиеся представителями своего собственного вида.

## Значение для человека
Это один из самых распространённых видов кальмаров, вылавливаемых в Великобритании.